# 石那坂の戦い

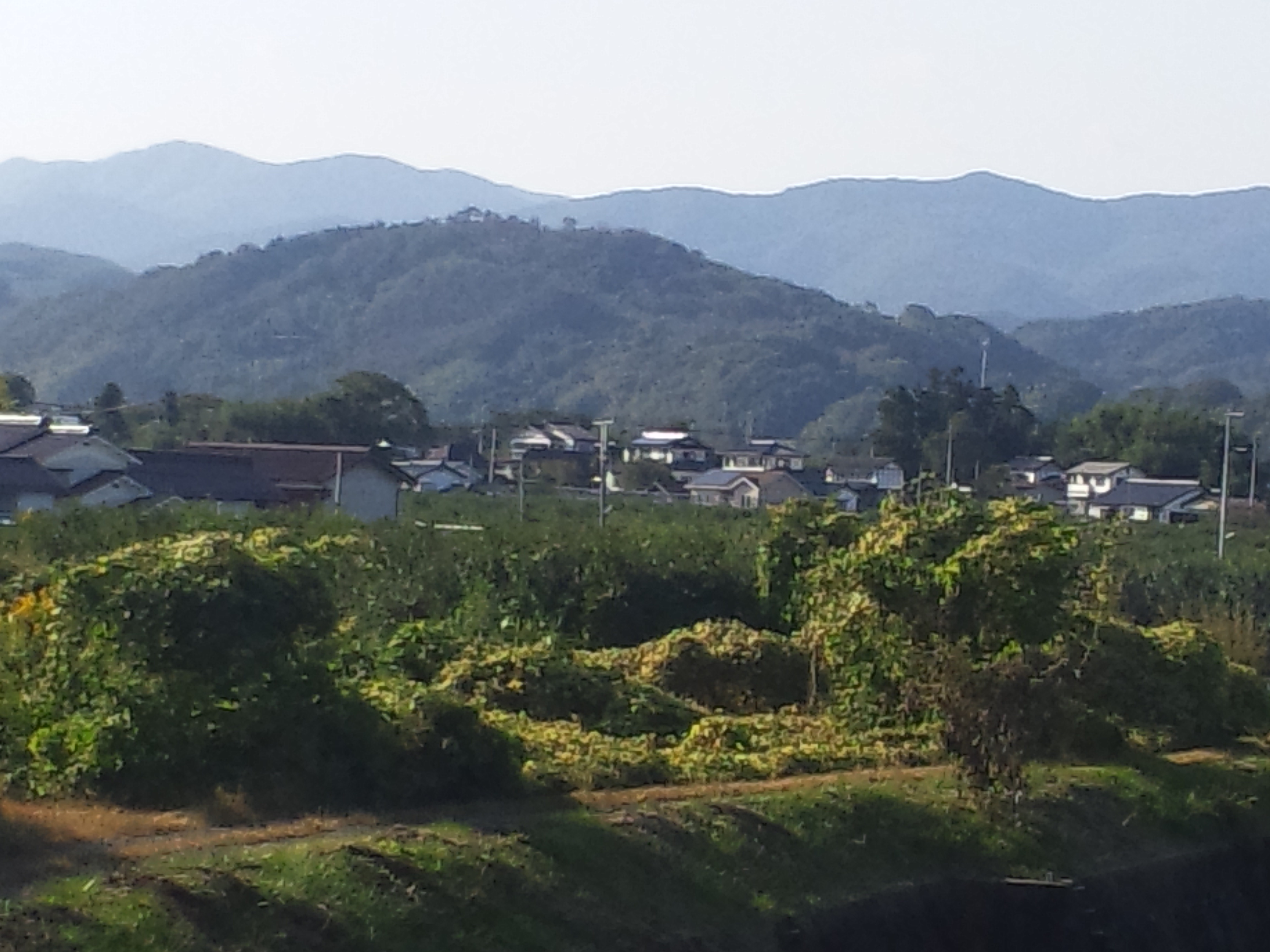
飯坂（舘の山公園）

石那坂の戦い（いしなざかのたたかい）は、奥州合戦の際に行われた合戦の一つ。

## 概要
文治5年（1189年）7月、鎌倉の源頼朝は、謀反人源義経をかくまったとの理由で藤原泰衡を討つため、奥州平泉に向けて出陣した。頼朝軍は3手にわかれ、千葉常胤らが常陸国から浜街道（福島県浜通り）沿いを、比企能員らが越後国から出羽国の日本海沿いを、そして頼朝本隊は宇都宮から白河関をとおる奥州街道を進撃する。
『吾妻鏡』によれば7月29日に頼朝本隊は白河関を越え、8月7日に国見宿（福島県国見町）に布陣し、阿津賀志山に陣取る藤原国衡と対した。その前後に（『吾妻鏡』では8月8日条）、泰衡の郎従・信夫佐藤庄司（佐藤基治）が石那坂の上に陣を構えており、伊達郡沢原から侵攻した鎌倉方の常陸入道念西（伊達朝宗に比定されている）の子息4人（為宗・為重・資綱・為家）によって討ち取られ、首を阿津賀志山経岡に晒されたという（後に許されて所領へ戻ったという記述もある。後記文章を参照）。この佐藤庄司と常陸入道念西らの戦いを石那坂の戦いと称する。

## 吾妻鏡による記述
文治五年(1189年)八月大八日条には、阿津賀志山の戦い、石那坂の戦いが記述されている。また、鎌倉の様子が記述されている。

### 戦いの状況
阿津賀志山の戦いが行われた。
又、石那坂の守将は、信夫庄司佐藤基治で、継信・忠信等の父である。佐藤庄司は叔父に当たる河辺太郎高経・伊賀良目七郎高重らと信夫の兵をもって石那坂の山上に陣を構えていた。逢隈河に流れ込む河川を天然の堀として砦を構え、石弓を張って討手を待っていた。頼朝方は、後に伊達氏の始祖となった常陸入道念西の子、常陸冠者為宗・二郎為重・三郎資綱・四郎為家が、甲冑に身を固めて秋風茂る草原の中を潜行して(馬草の中に鎧兜を隠して)伊達郡沢原に進出した。先ず登り(最初に)、佐藤庄司らに矢石を浴せ、死闘がくり返された。佐藤庄司らは死を争いながら激しく戦いを挑む。為重・資綱・為家らは傷を負ったが、長男為宗は殊に命を忘れて抜群の功を立て信夫の兵を倒し、為宗兄弟らは、庄司以下宗者18人の首をとった。そして、阿津賀志山の山頂経岡に晒した。
それから、今日朝早い出来事として、鎌倉の様子が記述されている。

## 古戦場の場所

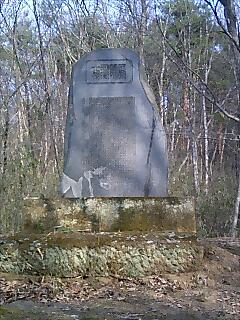
石那坂古戦場碑

福島市平石の東北本線上り線の石名坂トンネル付近に石那坂古戦場碑が建てられているが、これは、明治時代にこの辺りから刀剣や甲などが出土したため、この辺りを石那坂古戦場と勘違いした土地の有力者が建設したのである。出土した刀剣や甲は古墳時代のものとわかり、また碑のあるあたりも古墳であることが後年判明した。したがって、古戦場跡が碑のある辺りだとは断定できない。

### 平石説
かつて、石名坂村があった。前述したトンネルの名前からもわかるように石名坂という地名や頼朝軍が通ったであろう奥州街道（奥大道）の位置関係から見て、福島市南部にあったと思われている。
明治18年（1886年）3月信夫郡長柴山景綱が戦死した将兵を弔って「石那坂古戦将士之碑」を福島市平石に建てている。また、顕彰するための石碑やライオンズクラブの現地案内板がある。『信達一統志』など通説では、佐藤基治は大鳥城から出陣し、平石にて砦を構え、8月6日頃（或いは5日、8日）、源頼朝軍を迎え撃ったとされている。伊達郡沢原については信夫郡佐原を比定する説が多い。石那坂は地理的に阿津賀志山よりはるかに南方の信夫郡（現在の福島市松川町関谷付近）であることがわかっており、石那坂の戦いは阿津賀志山の戦いより以前に別の場所で起こった合戦と思われる。『吾妻鏡』はそれを同時に進行していたように描くことで劇的効果を上げており、軍記物語特有の表現技法を取り入れた例と推測されている。

### 飯坂説
佐藤基治の本拠地である。飯坂の地名由来は1300年頃であり、石那坂の戦い（1189年）の時点で、飯坂の古名は不明である。佐藤庄司は阿武隈川の支流である小川・赤川・摺上川を堀に見立て、大鳥城に陣を構えていたとする説である 。吾妻鏡では、源頼朝軍は7月29日白河関を越えて、8月7日に国見駅に到着した。8月8日阿津賀志山の戦いが行われているが、同日に石那坂の戦いが行われている。大鳥城はかつて、伊達郡に隣接していた。

### その他の説
厚樫山（阿津賀志山）の付近とする説や、戦後常陸入道念西が拠点を構えた伊達市保原町の高子岡付近とする説がある。保原町富成の石名坂とする説もある。他にも鎌田説など諸説ある。

## 戦後
合戦に功のあった常陸入道念西は伊達郡を与えられ、子孫は伊達氏を称するようになる。一方、敗れた佐藤氏であるが、『吾妻鏡』10月2日条で囚人佐藤庄司が許されて所領へ戻ったという記述がある。前述のように佐藤庄司は戦いで討ち取られて阿津賀志山（厚樫山）経岡に晒されたともあり、どちらが正しいのか、あるいはこれらの佐藤庄司が同一人物でないのかなどを含めてよくわからない。ただ、佐藤氏はその後も信夫郡北部を領有しており、完全に滅亡したわけではないことは確実である。なお、佐藤氏は室町時代初頭に将軍足利尊氏より伊勢国一志郡を与えられてそこに本拠を移した。